# Eyprepocnemis plorans
El llagost ploraner (Eyprepocnemis plorans) és una espècie d'ortòpter celífer de la família Acrididae.

## Descripció
La mida del cos oscil·la entre els 26 i els 42 mm. Té una banda fosca que li surt de la part inferior dels ulls. La part dorsal del pronot és plana amb una banda fosca molt ampla. Presenta un tubercle prosternal cilíndric, ales transparents, tíbies posteriors blaves a la base fins al mig i vermelles a l'extrem en contacte amb els tarsos que també són vermells.

## Distribució i hàbitat
Zona costanera. Europa meridional, nord d'Àfrica i Àsia. El gènere Eyprepocnemis és de distribució principalment africana amb E. plorans com a única espècie a Europa. A les Illes Balears E. plorans ha estat citada a Mallorca, Menorca i Eivissa.

## Ecologia
Els celífers, coneguts popularment com a llagostes o saltamartins, són insectes fitòfags i, per tant, lligats íntimament amb la vegetació. És una espècie polífaga, poc exigent en quant a la seva dieta, amb mandíbules graminívores que li permeten moldre qualsevol tipus d'aliment. En certes condicions pot arribar a produir danys en els cultius.